# Legenda o Helgundzie i Walgierzu Wdałym
Legenda o Helgundzie i Walgierzu Wdałym – legenda zapisana po łacinie pod koniec XIII wieku w Kronice wielkopolskiej. Zdaniem Gerarda Labudy oryginalny utwór, na którym oparł się autor Kroniki, mógł powstać pod koniec XII wieku na dworze Henryka Sandomierskiego lub Kazimierza II Sprawiedliwego w Wiślicy.

## Treść
Walgierz Wdały (Walter Mocny), pan na Tyńcu, podczas pobytu na dworze króla Franków zakochał się w córce króla, pięknej Helgundzie, zakochanej w królewiczu alemańskim. Chcąc skłonić jej serce ku sobie, przez trzy kolejne noce śpiewał pod jej oknem piękną pieśń. Ostatecznie Helgunda wzgardziła królewiczem alemańskim i pokochała Walgierza. Wzgardzony królewicz udał się do swego kraju i urządził zasadzkę na przeprawie przez Ren. Walgierz i Helgunda po jakimś czasie uciekli z dworu frankijskiego. Rycerze alemańscy zażądali za możliwość przeprawy przez Ren tyle złota, ile ważyła Helgunda, a gdy Walgierz dał im, czego żądali, nadal wzbraniali się go puścić. Doszło potem do pojedynku pomiędzy Walgierzem a królewiczem alemańskim, w którym Walgierz zabił przeciwnika, po czym nie niepokojony już dotarł z Helgundą do Tyńca .
Po jego powrocie krewni skarżyli się na krzywdy doznane od Wisława Pięknego, syna Pompiliusza, pana Wiślicy. Walgierz pojmał go i wtrącił do lochu. Po jakimś czasie, zwyczajem rycerskim, wyruszył na wyprawę. Helgunda, nękana samotnością, namówiona przez służącą, której się poskarżyła, wypuściła więźnia z lochu. Urzeczona jego urodą, w objęciach Wisława szybko zapomniała o mężu. Z obawy przed jego zemstą, wraz z kochankiem uciekła do Wiślicy. Wkrótce potem Walgierz powrócił z wyprawy. Dowiedziawszy się od służby o niewierności żony, wpadł w wielki gniew i popędził do zamku Wisława. Tam jednak został ponownie oszukany przez żonę, która obiecując wydać mu Wisława, zaprosiła go do zamku, gdzie w zasadzce czekali rycerze Wisława. Walgierza zakuto w łańcuchy i uwięziono w klatce, z której co wieczór musiał obserwować miłosne uciechy Helgundy i Wisława .
Jedyną osoba, która okazała serce uwięzionemu, była bardzo brzydka siostra Wisława. Ta, uzyskawszy wcześniej od Walgierza obietnicę małżeństwa potwierdzoną przysięgą, potajemnie dostarczyła mu klucze do kajdan i miecz. Gdy znowu kochankowie cieszyli się sobą, Walgierz zrzucił łańcuchy, wyszedł z klatki i pozbawił oboje życia .

## Analiza
Utwór łączy wątki z rycerskiej tradycji zachodnioeuropejskiej z rodzimymi polskimi podaniami.
W IX wieku pojawiły się dwie wersje eposu o Walterze. Pierwotnie utwór opisywał ucieczkę Waltera i Helgundy z kraju Hunów i pojedynek w lesie waskońskim o wiezione przez zbiegów skarby króla Attyli. Późniejsze wersje eposu skupiły się na dalszych losach głównych bohaterów, przekształcając stopniowo topografię głównych wątków opowieści: punkt wyjścia przesunął się z Panonii do Saksonii, a jej kresem, którym początkowo była Akwitania, stał się Paryż.
Opowieść zawarta w Kronice wielkopolskiej z podstawowego tworzywa eposu zachowała imiona głównych bohaterów i motyw ich ucieczki. Jej kierunek został jednak odwrócony: Walgierz i Helgunda uciekają na wschód, z Paryża do Polski. Nowy jest również motyw zalotnika do ręki Helgundy. Z opowieści znikli Hunowie i dwór króla Attyli, pojawiły się zaś elementy charakterystyczne dla XII i XIII wiecznej poezji dworskiej: walka o miłość i uznanie kobiety. Bohater zdobywa względy oblubienicy śpiewając pod jej oknem. Pojedynek, który pierwotnie dotyczył broni i skarbów uwiezionych z dworu króla Hunów, stał się pojedynkiem o prawo do ręki Helgundy. Zupełnie nowy jest też motyw wiarołomnej żony.
Wersja eposu, która trafiła do Polski, połączona została z podaniami wiślickimi. Jedno z nich prawdopodobnie związane było z nagrobkiem nieznanej kobiety (być może był to pogański kamień kultowy), istniejącym ówcześnie w Wiślicy, drugie – z niepotwierdzoną historycznie postacią Wisława Pięknego.

## Kontekst historyczny
Kronikarz wyraźnie poświadcza, że rzecz dzieje się w czasach pogańskich. Po badaniach, zwłaszcza Gerarda Labudy, w nauce panuje przekonanie, że w opowieści tej nie występują realne ślady wydarzeń historycznych z czasów pogańskich. Uwaga kronikarza stanowi kamuflaż dla związania zachodnioeuropejskiej opowieści rycerskiej z ziemiami polskimi. Imię Wisław nie występowało w ówczesnej Polsce, było natomiast znane na Połabszczyźnie (nosił je przed połową XIII wieku jeden z biskupów krakowskich, wywodzący się z Pomorza Zachodniego). Stanowi ono skróconą wersję imienia Witosław lub Wyszesław. Wydaje się, że kronikarz wielkopolski utworzył je od nazwy Wiślicy, która w tym czasie przeżywała okres świetności. Pochodzenie Wisława od Pompilusza/Popiela stanowi ozdobnik literacki. Popiel, o ile w ogóle istniał, nigdy bowiem nie władał w Małopolsce. Imiona Waltera i Helgundy zostały zapożyczone z opowieści źródłowej .
Nie można wykluczać, że w legendzie przetrwały dalekie echa wydarzeń sprzed 400–500 lat, konfliktu pomiędzy władcą Wiślan a jakimś niepokornym naczelnikiem niższej rangi, być może rzeczywiście rezydującym w Tyńcu. Niewątpliwie Wiślica nie była wówczas grodem, a ośrodkiem kształtującego się „państwa” Wiślan był raczej Kraków albo potężny gród w Stradowie. W piśmiennictwie średniowiecznym często jednak spotyka się tego typu przeniesienia miejsca zdarzeń. Kazimierz Ślaski w imieniu Wisława widzi echo dawnych rządów nad Wiślanami księcia Wysza, który uległ Świętopełkowi morawskiemu (871–894) i wraz z całym swym rodem migrował na Bałkany, gdzie objął władzę nad Zahumlem .